# Buccinum picturatum
Buccinum picturatum är en snäckart som beskrevs av Dall 1877. Buccinum picturatum ingår i släktet Buccinum och familjen valthornssnäckor. Inga underarter finns listade i Catalogue of Life.